# Lech Górniewicz
Lech Henryk Górniewicz (ur. 4 stycznia 1941 w Budkowie na Kujawach) – polski matematyk, specjalizujący się w inkluzjach różniczkowych, metodach matematycznych w ekonomii, nieliniowej analizie matematycznej oraz topologicznej teorii punktów stałych. 

## Życiorys
W 1957 roku ukończył liceum ogólnokształcące w Lubrańcu, po czym podjął studia matematyczne najpierw w Studium Nauczycielskim w Toruniu, a następnie na Wyższej Szkole Pedagogicznej w Gdańsku. Po ukończeniu studiów, w 1965 roku, podjął pracę na stanowisku asystenta na tej uczelni. W 1968 roku rozpoczął studia doktoranckie w sopockim Oddziale Instytutu Matematycznego PAN. Stopień doktora uzyskał w 1971 roku, tematem jego rozprawy były Pewne twierdzenia o punktach stałych odwzorowań wielowartościowych, a promotorem Kazimierz Gęba. Stopień doktora habilitowanego uzyskał na Uniwersytecie Gdańskim w 1975 roku na podstawie rozprawy Homological methods in fixed-point theory of multi-valued maps. 
Od 1978 do 1980 roku pełnił funkcję dyrektora Instytutu Matematyki na Uniwersytecie Gdańskim. W latach 1981–1984 pracował na stanowisku docenta w WSP w Słupsku i był dziekanem Wydziału Matematyczno-Przyrodniczego. W 1984 roku otrzymał tytuł profesora i został zatrudniony na Uniwersytecie Mikołaja Kopernika w Toruniu. Był tam do 2009 roku kierownikiem Katedry Analizy Nieliniowej w Instytucie Matematyki, w latach 1987–1990 dyrektorem Instytutu Matematyki, a w latach 1994–2011 kierownikiem Centrum Badań Nieliniowych im. J. P. Schaudera. 
Wypromował 16 doktorów, w tym m.in. Jerzego Jezierskiego, Zdzisława Dzedzeja, Dariusza Miklaszewskiego i Grzegorza Gabora. Przeszedł na emeryturę w 2011 roku. 
Był też wykładowcą Uniwersytetu Kazimierza Wielkiego w Bydgoszczy, Szkoły Wyższej im. Pawła Włodkowica w Płocku, Wyższej Szkoły Bankowej w Toruniu oraz Toruńskiej Wyższej Szkole Przedsiębiorczości. 
Lech Górniewicz jest też współzałożycielem i wieloletnim redaktorem wydawanego w Toruniu polskiego czasopisma „Topological Methods in Nonlinear Analysis”. 

## Członkostwa
- Polskie Towarzystwo Matematyczne (wiceprezes w latach 1995–2001)
- Amerykańskie Towarzystwo Matematyczne
- Komitet Nauk Matematycznych PAN (1980–1983, 1989–1993)
- Rada Naukowa Centrum Badań Nieliniowych im. J.P. Schaudera (1993–2011)
- Rada Naukowa Instytutu Podstaw Informatyki PAN (1996–1999)
- Państwowa Komisja Akredytacyjna (ekspert od 2003)
- Rada Programowa Gimnazjum i Liceum Akademickiego w Toruniu (2004–2009)
- Centralna Komisja do Spraw Stopni i Tytułów (2007–2012)

Źródło:.

## Ordery i odznaczenia
- Krzyż Kawalerski Orderu Odrodzenia Polski (2003)
- Złoty Krzyż Zasługi (2001)
- Medal Komisji Edukacji Narodowej (1999)
- Medal za zasługi dla miasta Gdańska (1980)
- Medal za zasługi położone dla rozwoju Uniwersytetu Mikołaja Kopernika (2005)
- Medal okolicznościowy Uniwersytetu Palackiego w Ołomuńcu (Czechy, 2001)
- Medal za zasługi położone dla Uniwersytetu Palackiego w Ołomuńcu (Czechy, 1997)

Źródło:.

## Nagrody i wyróżnienia
- Nagroda Gdańskiego Towarzystwa Naukowego dla młodych pracowników nauki Wybrzeża za pracę A Lefschetz - type Fixed - Point Theorem (1973)[4]
- Nagroda główna PTM im. Stefana Mazurkiewicza (1976)[3]
- Nagroda Ministra Edukacji Narodowej (1986, 2006)
- Nagroda Ministra Nauki i Szkolnictwa Wyższego (2000)
- Tytuł doktora honoris causa Uniwersytetu Zielonogórskiego (2013)[5]